# Bitwa pod Froeschwiller (1870)
Bitwa pod Froeschwiller (Wörth) – starcie zbrojne, które miało miejsce 6 sierpnia 1870 pod Froeschwiller (Wörth według terminologii niemieckiej) we Francji, na zachód od Karlsruhe między siłami pruskiej 3 Armii a francuskim I korpusem, podczas wojny francusko-pruskiej. 
Bitwa rozpoczęła się jako niewielka potyczka. Po podciągnięciu pruskich (w tym wypadku głównie bawarskich i wirtemberskich) sił głównych rozpoczęły się ponawiane wielokrotnie natarcia na pozycje francuskie. W większości zostały one odparte celnym ogniem przy wielkich stratach. Francuzi podobnie jak pod Spicheren nie wykorzystali chwilowego osłabienia i rozprzężenia przeciwnika. Trzymali się taktyki defensywnej i własnych, dobrze przygotowanych i świetnie nadających się do walki pozycji.
Późnym popołudniem doszło do wymuszonego na generałach bawarskich ponownego natarcia na pozycje francuskie, w wyniku którego niektóre oddziały bawarskie uległy rozsypce na polu walki i bezładnie umknęły na tyły. Sukces udało się osiągnąć dopiero z nadejściem pruskiego XI korpusu. Przy nasilającym się wsparciu artylerii świeżo przybyła 22 dywizja pruska zaczęła obchodzić prawą flankę Francuzów, krytycznie zagrażając utrzymaniu całej pozycji. 
Mac-Mahon w akcie ostatecznej desperacji skierował do kontruderzenia swoją rezerwową dywizję kawalerii generała Xaviera Duhesme. Znajdująca się w jej składzie brygada kirasjerów generała Alexandre Michela w sile 1200 jeźdźców w wypolerowanych kirysach, runęła na Prusaków. Po stronie pruskiej szok trwał krótko, potem błyskawicznie wydano rozkazy otwarcia szybkiego ognia. W krzyżowym ogniu brygada została praktycznie zdezintegrowana – 800 z 1200 koni lub jeźdźców runęło na ziemię (po bitwie jednak Prusacy znaleźli bardzo niewielu zabitych kirasjerów – ich kirysy nie były całkiem bezużyteczne). 
Poświęcenie francuskiej kawalerii nawet na chwilę nie zatrzymało pruskiego natarcia. XI korpus obszedł francuskie skrzydło i nacierając z boku i z tyłu doprowadził do rozpadu kolejnych – dotąd efektywnie broniących się – francuskich dywizji. I korpus rzucił się do bezładnej ucieczki porzucając broń, amunicję, artylerię i inny sprzęt.